# A Fővárosi Állat- és Növénykert Krokodilháza
A Krokodilház a budapesti Fővárosi Állat- és Növénykert egyik épülete.

## Története
A Krokodilház eredetileg 1912-ben épült Kós Károly és Zrumeczky Dezső tervei alapján indiai stílusban cölöpházként az úgynevezett Nagy-tó szélére. A fa szerkezetes épület két évtized alatt elhasználódott, ezért már 1934-ben elbontották, a krokodilokat pedig a mellette fekvő Pálmaházba költöztették át. 
Az ezredforduló táján merült fel a gondolata a Krokodilház ismételt felépítésének. A megvalósítás Czégány Sándor nevéhez fűződik, aki Kós és Zrumeczky eredeti tervrajzai alapján dolgozott, de belső terét nagyobbá, kétszintessé tette. (Az alsó részen vannak a krokodilok, a felső körgalérián mehetnek a látogatók.) Magát az épületet sem eredeti helyszínén, hanem a tó egy kissé távolabbi pontján építették fel. Több, mint 50 m3 faanyag kellett az épülethez, bejáratánál pedig Mónus Béla fafaragó művész bálványfákat készített (amelyek ugyancsak tartoztak a korábbi épülethez). A nádtetű rekonstrukciója – a nádfedés kihaló mesterség lévén – nagy nehézségeket okozott. Az újjáépült Krokodilház végül 2006-ban nyílt meg a nagyközönség előtt.

## Képtár

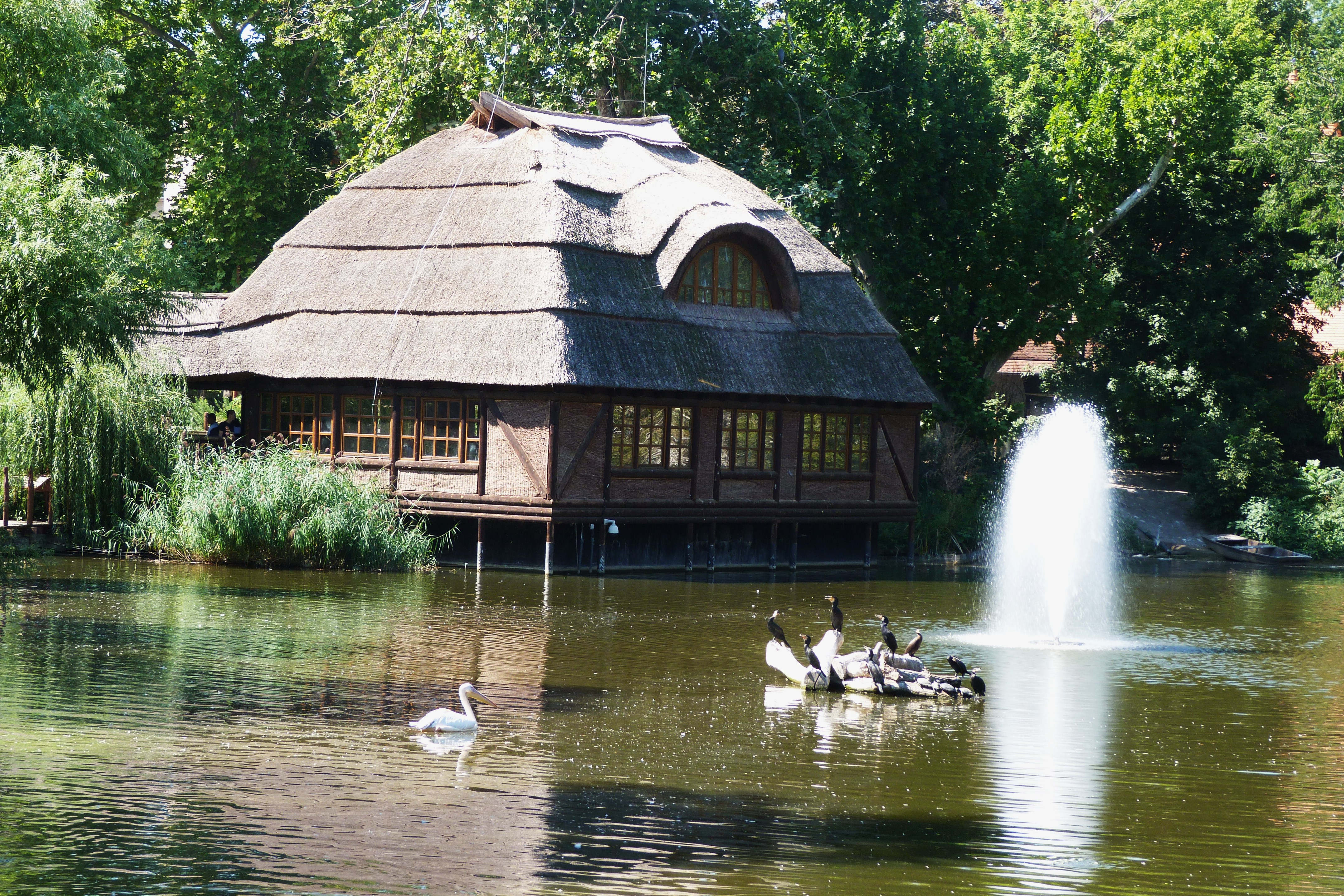
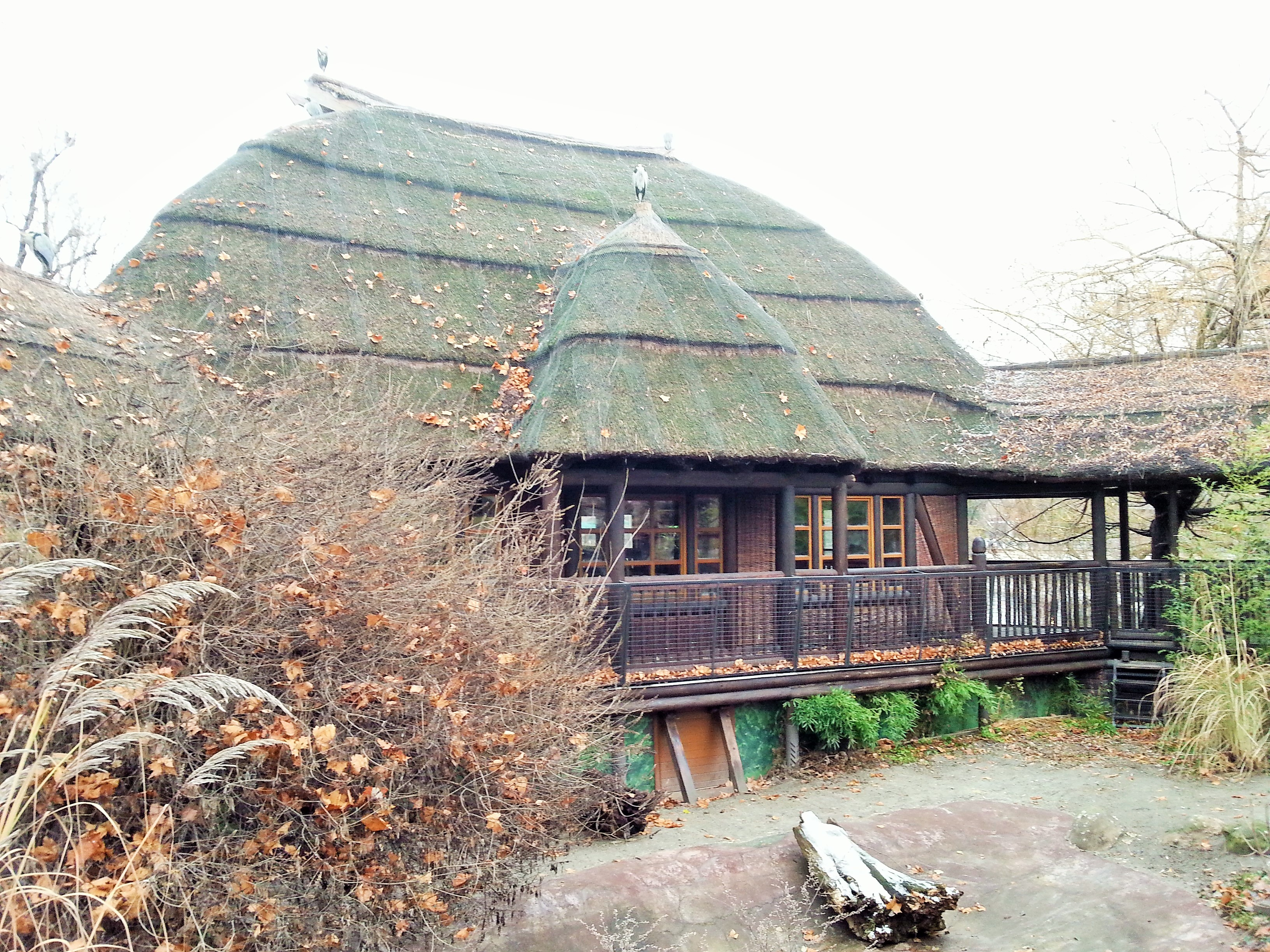
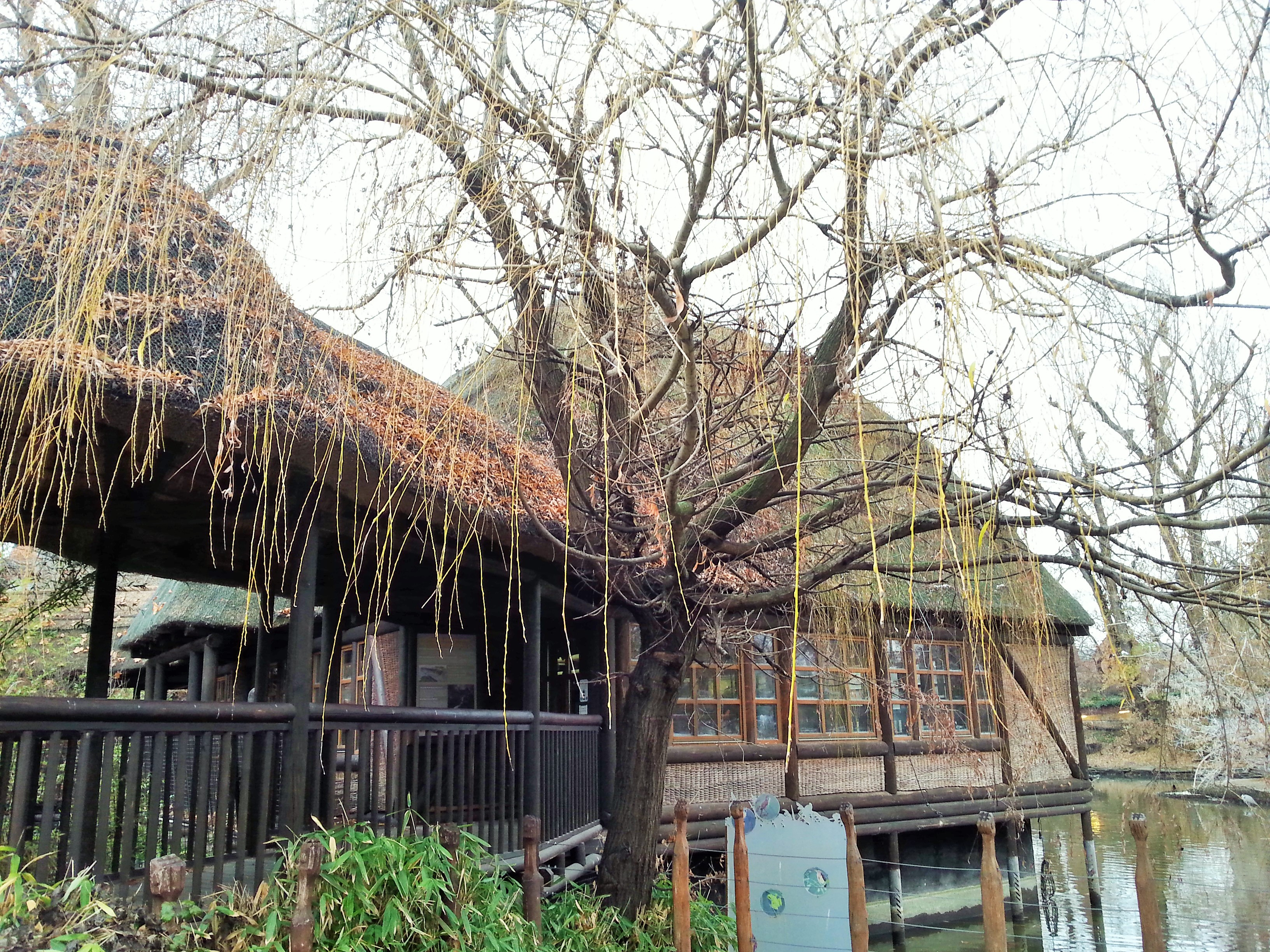
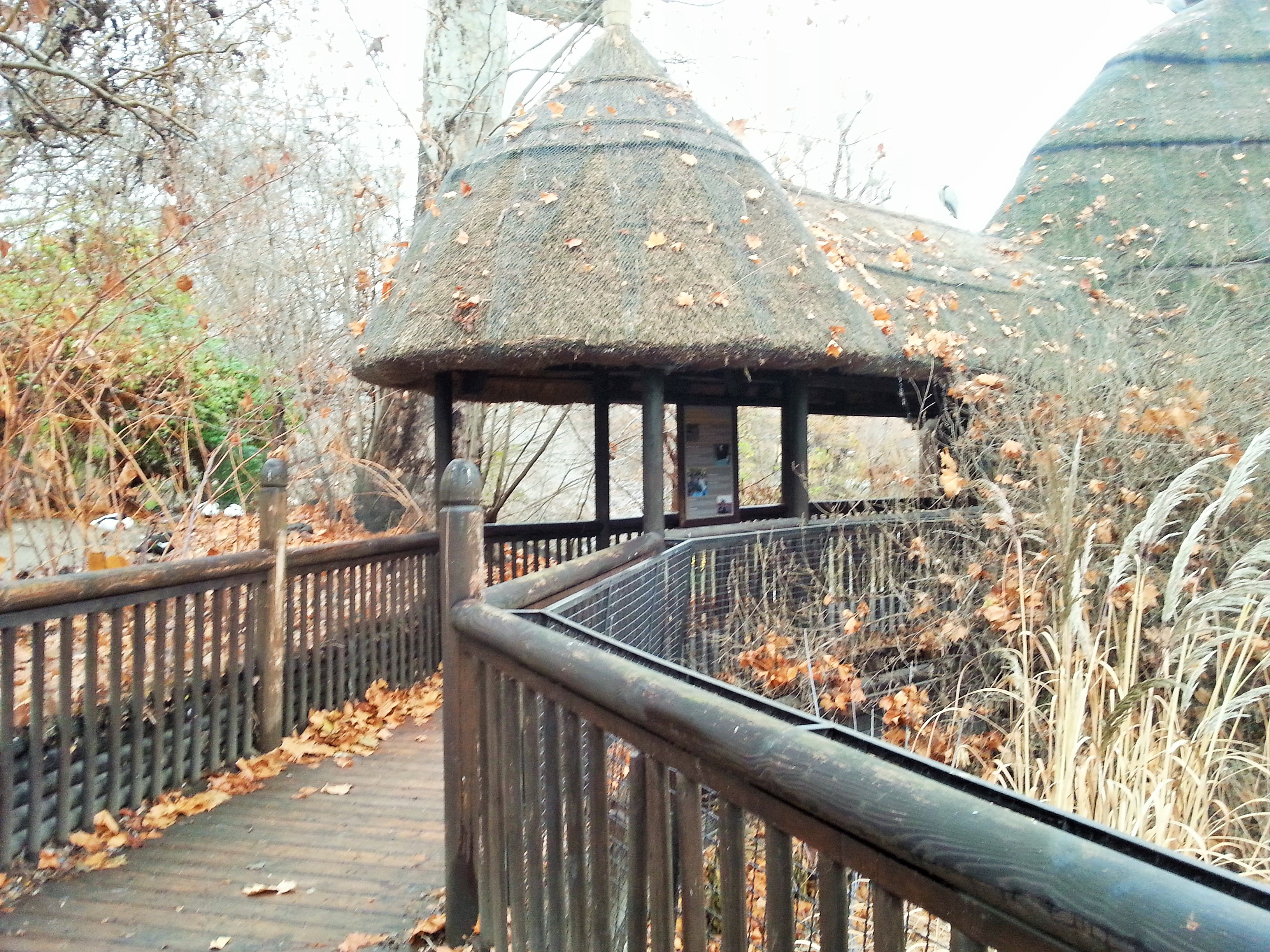
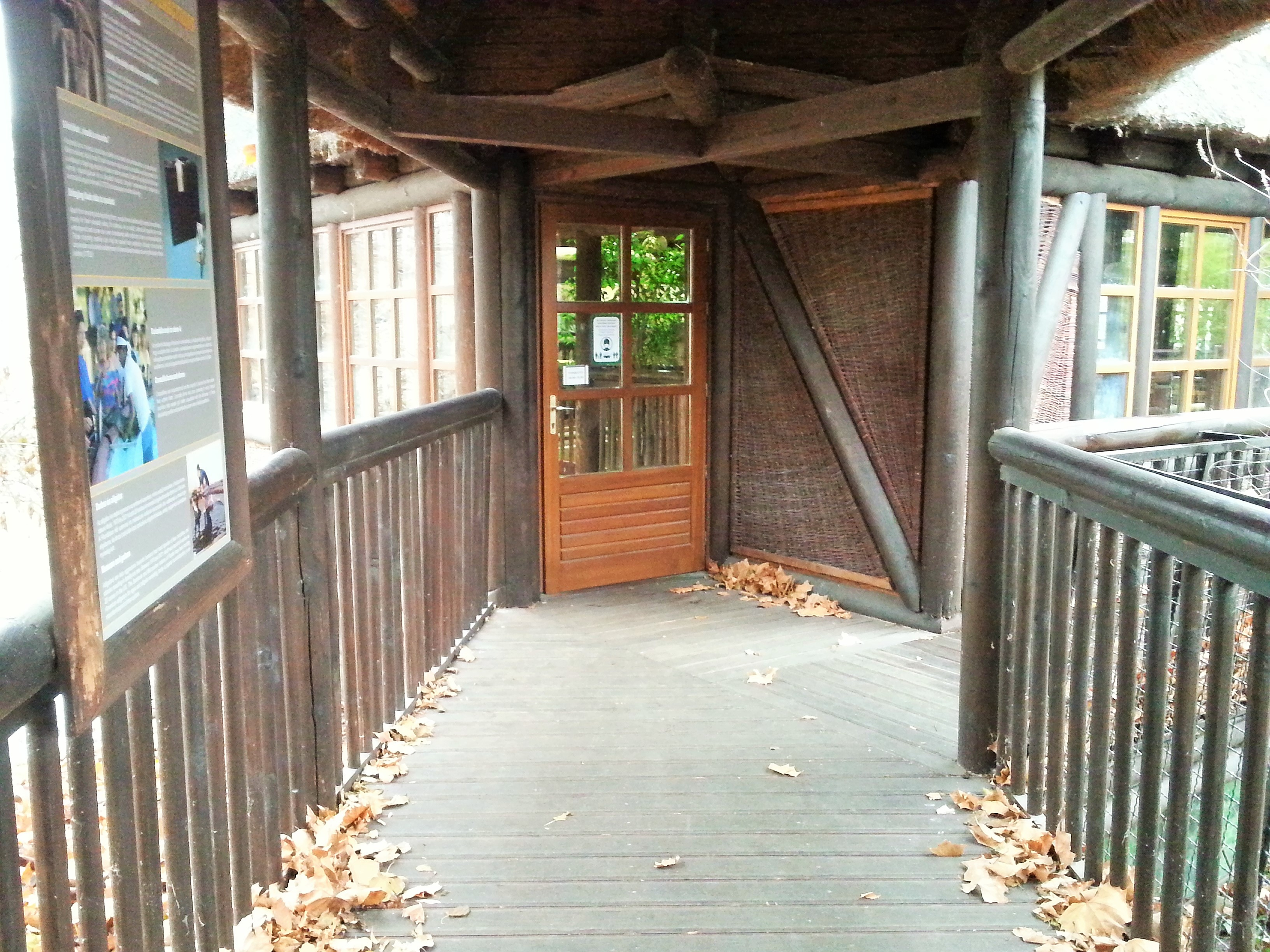
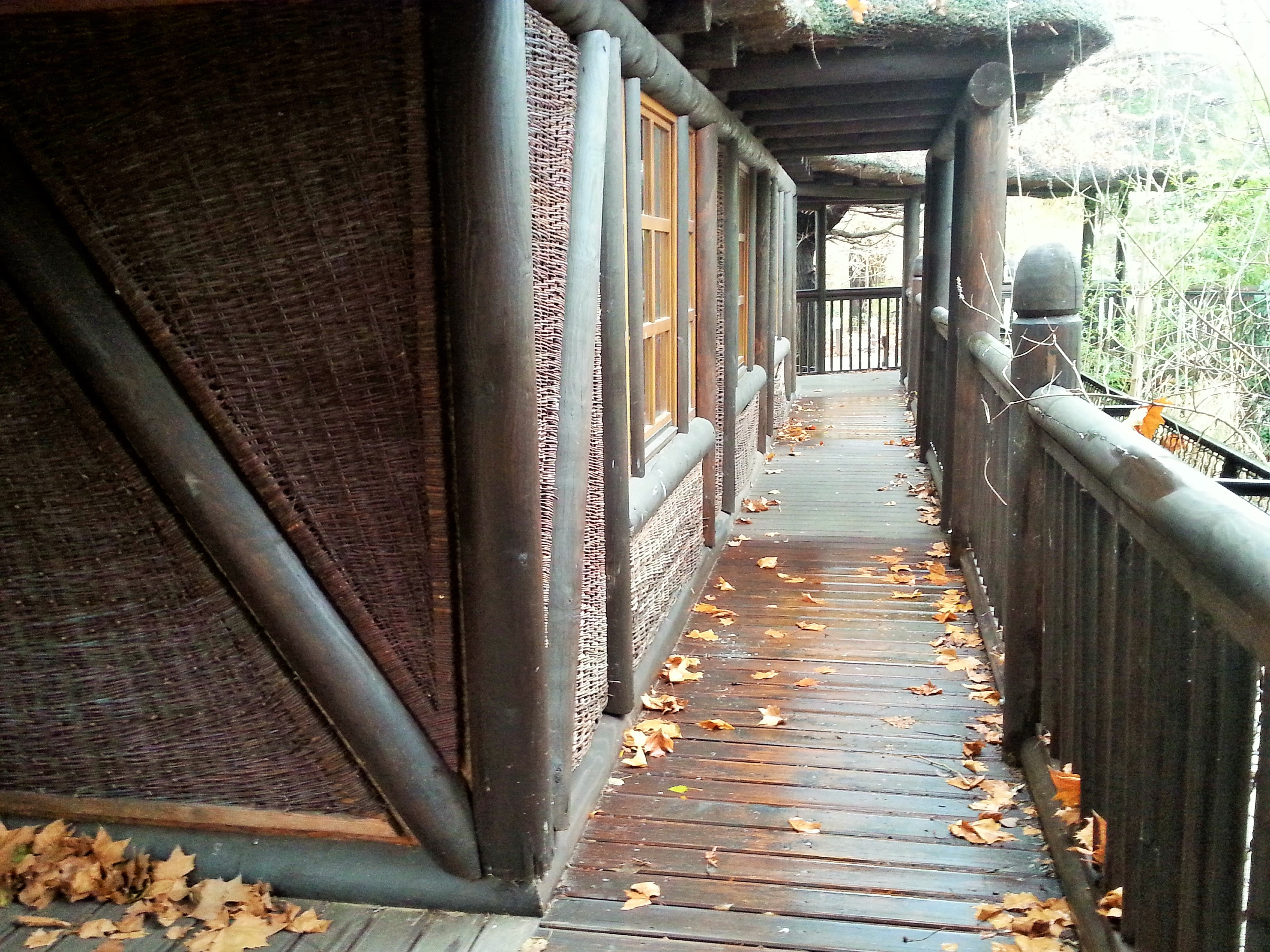
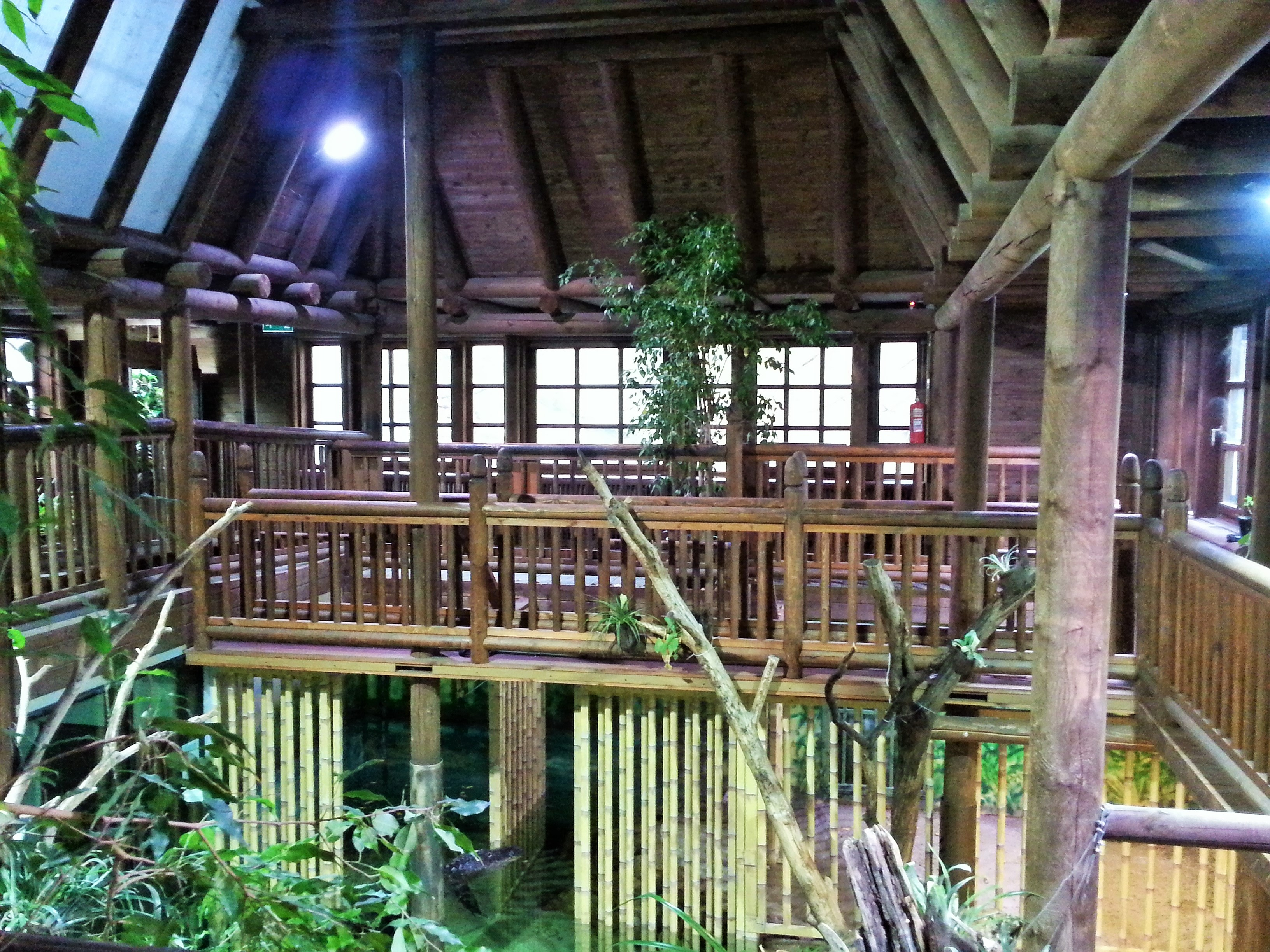
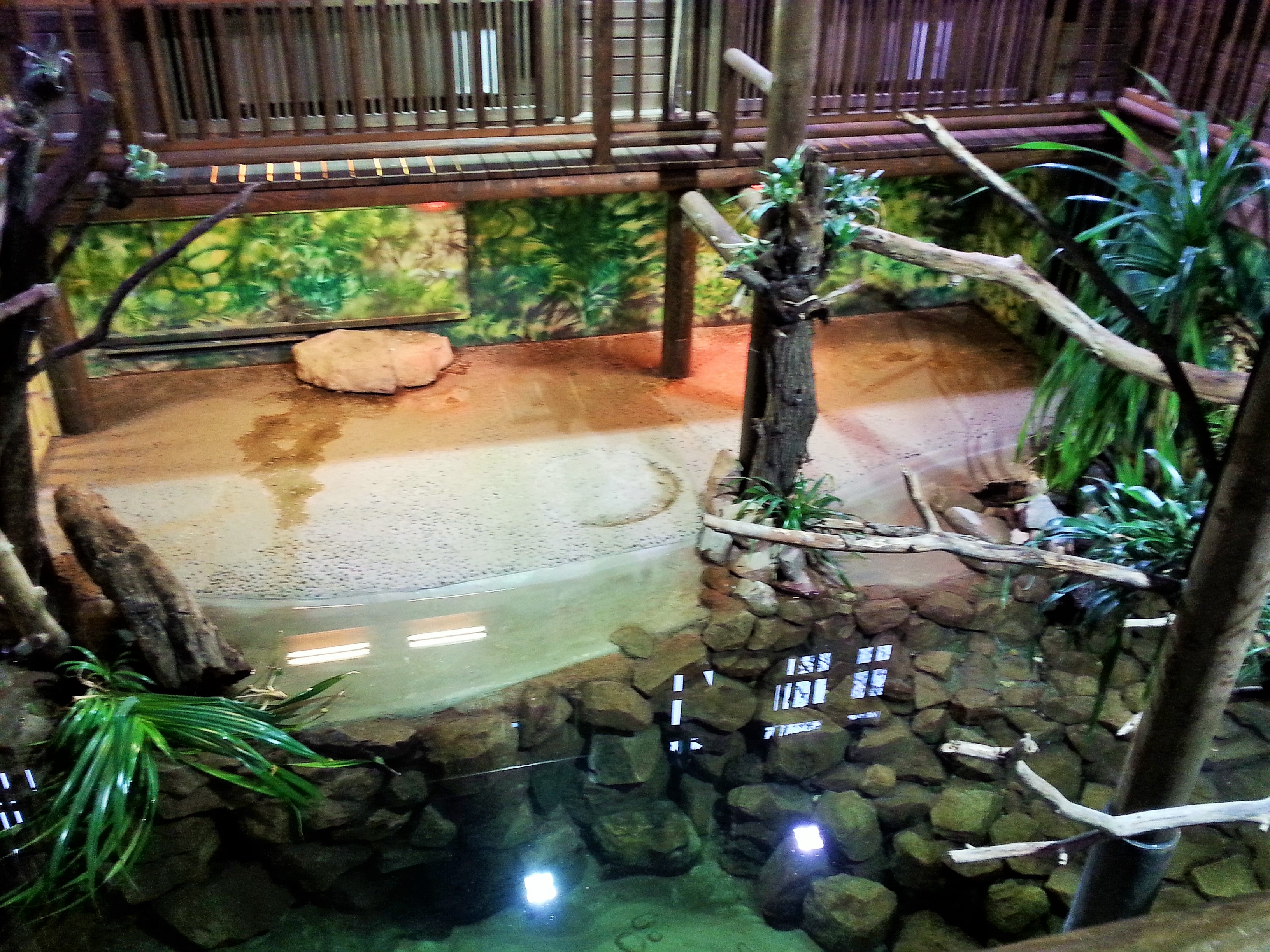
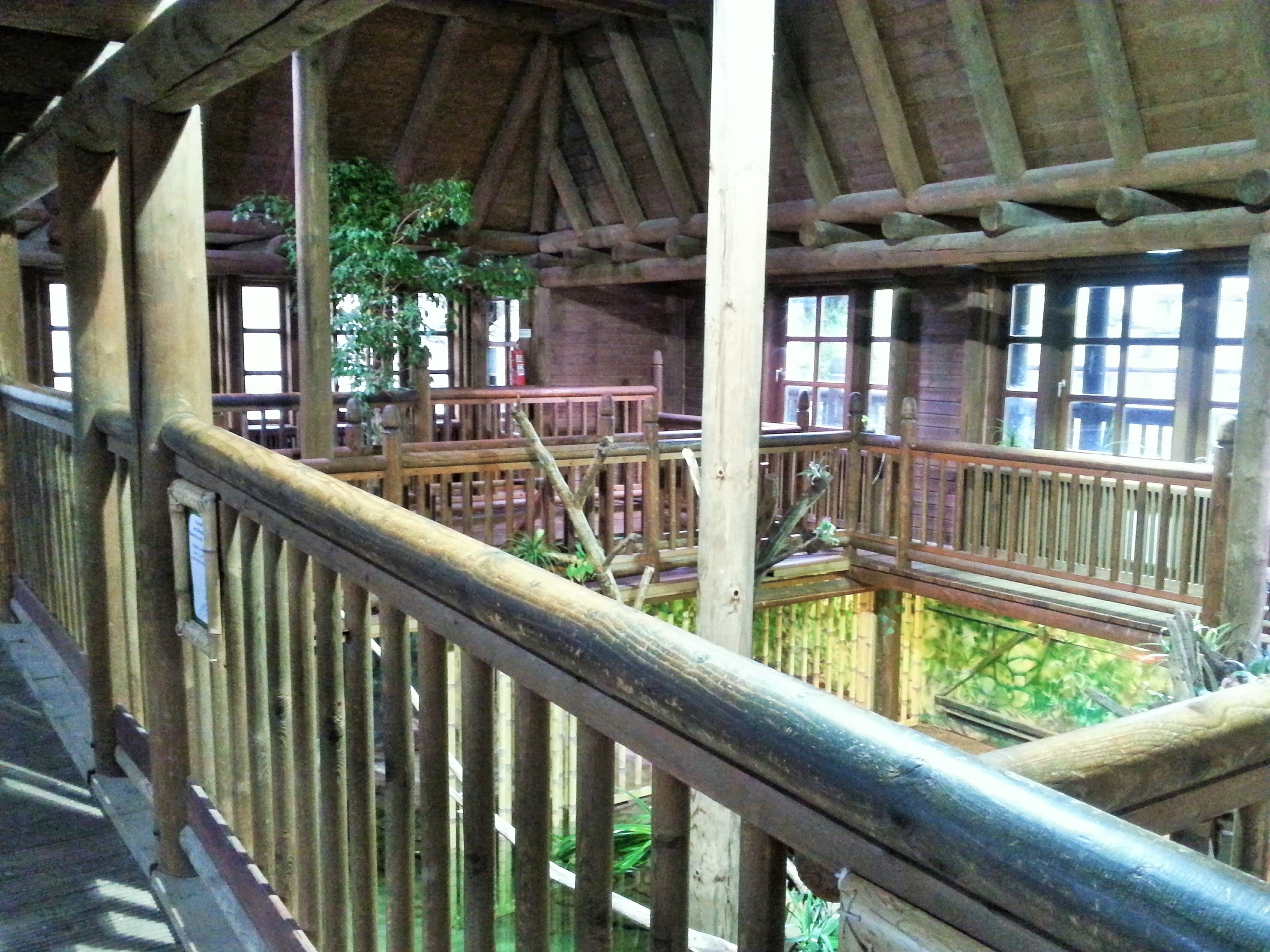
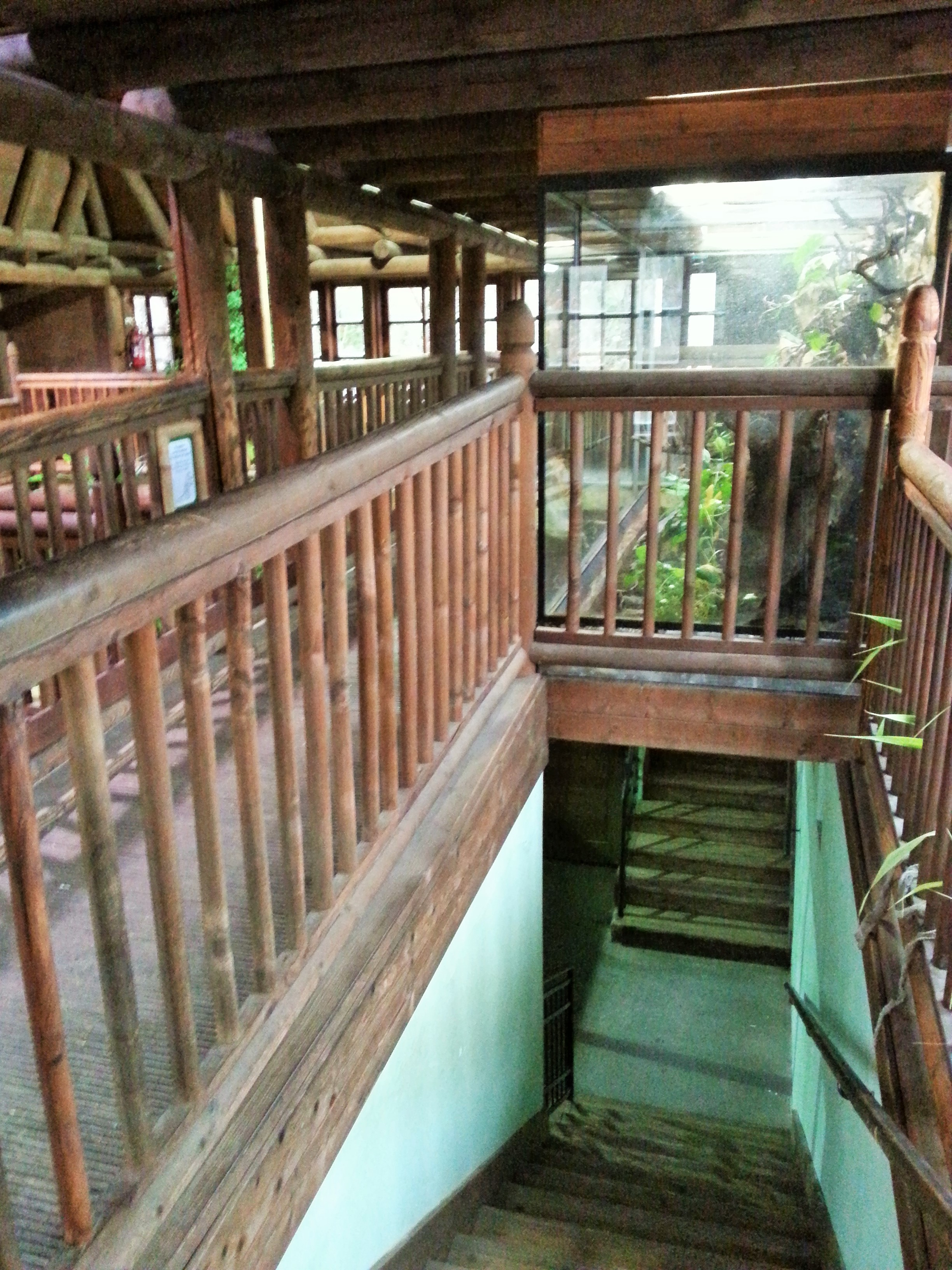

## Külső hivatkozások
- Patinás épületek. zoobudapest.com. (Hozzáférés: 2021. december 13.)
- America Tropicana. zoobudapest.com. (Hozzáférés: 2021. december 13.)